# Resolució 1018 del Consell de Seguretat de les Nacions Unides
La Resolució 1018 del Consell de Seguretat de les Nacions Unides, adoptada per unanimitat el 7 de novembre de 1995, observant amb consternació la mort del jutge de la Cort Internacional de Justícia Andrés Aguilar-Mawdsley el 24 d'octubre, el Consell va decidir que en concordança amb l'Estatut de la Cort les eleccions per omplir la vacant s'efectuarien el 28 de febrer de 1996 en una sessió del Consell de Seguretat i durant la cinquantena sessió de l'Assemblea General.
Aguilar-Mawdsley, un jurista veneçolà i exministre de justícia, va ser un membre de la Cort des de 1991. El seu període del càrrec havia d'acabar al febrer de 2000.